# Prunus
- Commons
- Wikispecies

Pruno (Prunus L.) é um género botânico, geralmente arbóreo, mas que também pode ser arbustivo. Inclui as ameixeiras, cerejeiras, pessegueiros, damasqueiros e amendoeiras. Tradicionalmente, é incluído na família Rosaceae, na subfamília Prunoideae ou Amygdaloideae, mas por vezes é incluído numa família à parte, designada Prunaceae (ou Amygdalaceae). Existem centenas de espécies de Prunus.

## Descrição
As suas flores são usualmente brancas ou cor-de-rosa, com cinco pétalas e cinco sépalas, dispostas nos ramos de forma isolada ou em "umbelas" de duas a seis ou mais, agrupadas em rácimos.
Todos os frutos caracterizam-se por uma drupa com um caroço (endocarpo) relativamente grande. As folhas são simples e, geralmente, lanceoladas, inteiras e com margem do limbo serrada.

## Sinonímia
- Laurocerasus Duhamel
- Amygdalopersica Daniel
- Amygdalophora M. Roem.
- Amygdalopsis M. Roem.
- Cerapadus Buia]
- Ceraseidos Siebold et Zucc.
- Emplectocladus Torr.
- Padellus Vassilcz.
- Padus Mill.
- Persica Mill.
- Pygeum Gaertn.

## Sub-géneros
O género Prunus integra seis sub-géneros:
- Amygdalus (P. (Amygdalus)) - amendoeiras e pessegueiros
- Prunus (P. (Prunus)) - ameixeiras e damasqueiros
- Cerasus (P. (Cerasus)) - cerejeiras
- Lithocerasus (P. (Lithocerasus))
- Padus (P. (Padus))
- Laurocerasus P. (Laurocerasus))

## Espécies
Das cerca de 700 espécies de Prunus descritas, apenas uma centena são actualmente aceites como válidas. Entre os cerca de 200 taxaninfra-específicos descritos, apenas 25 são aceites como válidos: